# West Dean (Gloucestershire)
West Dean è una parrocchia civile dell'Inghilterra, appartenente alla contea del Gloucestershire.